# ルナ10号
ルナ10号（ロシア語：Луна-10、ラテン文字表記例：Luna 10）は1966年に打上げられたソビエト連邦の無人月探査機。4月3日に世界で初めて月の周回軌道に乗ることに成功し、その後2か月に渡って月とその周辺の宇宙空間観測を行った。

## 設計
ルナ10号は、月を周回するオービター（周回船）とオービターを月軌道まで届ける飛行ステージから構成されていた。飛行ステージの設計はルナ9号から受け継がれていたが、ルナ9号ランダーはオービターに置換えられていた。
オービターは円筒にドームを被せたような形をしており、高さ1.2 m、直径0.75 m、質量245 kgであった。月を周回しながら観測を行うよう設計され、観測機器としては、ガンマ線スペクトル計・磁力計・流星物質検出器・放電カウンター・赤外線観測装置・X線検出器・荷電粒子検出器の7種類を搭載していた。
飛行ステージの主な役割は、探査機を減速して月周回軌道に投入することであった（減速がなければ探査機は双曲線を描いて月を通過する）。このため、飛行ステージには強力な逆噴射用ロケットエンジンが搭載されている。ルナ9号逆噴射エンジンはランダーを低速で着陸させるために使用されたが、ルナ10号の場合は月軌道投入のために使用された。また、地球から月へ向かう途中で行う中間軌道修正や、逆噴射ロケットを噴射する際の姿勢制御も飛行ステージの役割であった。
飛行ステージも含めた探査機全体の質量は1597 kgであった。電力は予め搭載されている化学電池によって供給されるため長期間運用には制約があった。

## ミッション進行
1966年3月31日、ルナ10号はバイコヌール宇宙基地よりモルニヤ8K78Mロケットによって打上げられた。探査機はロケット第4段と結合したまま地球周回軌道へ入り、続いて第4段エンジンが噴射され月へ向かう軌道へ投入された。不要となった第4段は分離された。翌4月1日には、飛行ステージによって正常に中間軌道修正が行われた。
4月3日、月まで8000 kmに迫った時点でルナ10号逆噴射ロケットが点火された。この燃焼で探査機は減速され、月周回軌道へ投入された。投入当初の軌道は、最も月に近付いた際の月面からの高度が349 km、最も月から離れた際の高度が1015 kmという楕円軌道で、軌道傾斜角が70度あり、月の南北極を通る極軌道に近かった。軌道投入より20秒後には役目を終えた飛行ステージ分離が行われた。
オービターは月を周回しながら観測を続け、次のことを明らかとした。
- 月の磁場は存在しないか、極めて弱い。
- 月面の岩石は玄武岩に似ている。
- 月にははっきりとした大気は存在しない。
- 月の重力分布に地域的な偏りがある（重力異常）。

このように数々の成果を挙げたルナ10号であるが、搭載されたバッテリーは次第に消耗して行った。軌道投入より56日後の5月10日、ルナ10号は電力の不足により運用を終了した。運用終了までに月を周回した回数は460回であった。